# Objetos perdidos (álbum)
Objetos perdidos es el primer álbum recopilatorio del cantante de reguetón Ñejo. Fue publicado el 7 de diciembre de 2018 bajo su propio sello La Fama Allstars y distribuido por GLAD Empire. Cuenta con las colaboraciones de Ñengo Flow, Arcángel, De La Ghetto, Chyno Nyno y Kenai.
El nombre del álbum hace referencia a las canciones del disco que no se encontraban en las plataformas digitales del cantante y que tuvieron buena aceptación por el público en aquel entonces, como la canción inicial del álbum que curiosamente, casi un año después, se le realizó una remezcla.

## Lista de canciones
- Adaptados desde TIDAL.[5]

| N.º   | Título                                                | Duración |  |
| 1.    | «Mi estilo de vida» (con Kenai)                       | 3:45     |  |
| 2.    | «Canción de amor»                                     | 4:12     |  |
| 3.    | «Sin coro» (con Ñengo Flow y Chyno Nyno)              | 5:27     |  |
| 4.    | «Querida vieja»                                       | 2:10     |  |
| 5.    | «Esa película»                                        | 3:47     |  |
| 6.    | «Esa película (Remix)» (con Ñengo Flow)               | 4:16     |  |
| 7.    | «No lo pienses (Remix)» (con Arcángel y De La Ghetto) | 3:37     |  |
| 8.    | «La cadillac»                                         | 2:44     |  |
| 29:58 |                                                       |          |  |